# Neil Patrick Harris
Neil Patrick Harris (15. lipnja 1973., Albuquerque, Novi Meksiko) američki je mađioničar, glumac, producent i pjevač najpoznatiji po ulogama u Doogie Howser, M.D., Barneya Stinsona u seriji Kako sam upoznao vašu majku i filmovima Harold & Kumar Go To White Castle i Harold & Kumar Escape from Guantanamo Bay u kojima glumi sebe (ne izravno).

## Karijera
Rođen je i odrastao u SAD-u u saveznoj državi Novi Meksiko. Otac i majka su oboje bili odvjetnici. Počeo je glumiti u školskim predstavama, a prva uloga bila mu je ona psića Tota u kazališnoj predstavi Čarobnjak iz Oza.
Aktivan je bio i u srednjoškolskim godinama gdje je redovito glumio u mjuziklima i školskim predstavama. Prvu filmsku ulogu dobio je 1985. u filmu Klarino srce, drami u kojoj je glumila Whoopi Goldberg donijela mu je nominaciju za Zlatni globus.
Godine 1988. dobio je ulogu u dječjem filmu Ljudožder ljubičastih ljudi. Dobio je glavnu ulogu u humorističnoj seriji Doogie Howser, M.D. u kojoj je glumio mladog perspektivnog obiteljskog liječnika. Ta mu je uloga opet donijela nominaciju za Zlatnog globusa.
Godine 1993., kada se serija prestala prikazivati, Harris je gostovao u mnogim serijama i emisijama. Tijekom devedesetih godina, Harris je glumio u desetak filmova, a najpoznatija mu je uloga samog sebe u filmu Harold & Kumar Go To White Castle iz 2004. u kojem glumi samog sebe, ali je nakon tog filma i njegovog nastavka izjavio da on nije glumio sebe, već je samo bilo ime koje je koristio kao svoje.
Godine 2005. dobio je ulogu Barneya Stinsona, jednog od pet glavnih likova u seriji Kako sam upoznao vašu majku u kojoj je glumio sve do 31. ožujka 2014. godine, kada je emitirana posljednja epizoda. Iako se Josh Radnorov lik Ted Mosby vodio kao glavni, Harrisov je bio daleko najviše uočljiv u seriji.

## Privatni život
Harris je 2006. potvrdio da je gej, te da je u vezi s glumcem Davidom Burtkom. Par je 2010. godine dobio blizance uz pomoć surogat majke. U rujnu 2014. su se vjenčali u Italiji.
Harris je veliki obožavatelj magije te je nekoliko puta u seriji Kako sam upoznao vašu majku upravo koristio magiju.

## Vanjske poveznice
- Neil Patrick Harris u internetskoj bazi filmova IMDb-u (engl.)